# Zapasy na Letnich Igrzyskach Olimpijskich 1980 – kategoria do 82 kg w stylu klasycznym
Zmagania mężczyzn w wadze 82 kg to jedna z dziesięciu męskich konkurencji w zapasach w stylu klasycznym rozgrywanych podczas Letnich Igrzysk Olimpijskich 1980. Pojedynki w tej kategorii wagowej odbyły się w dniach 22 – 24 lipca.

## Klasyfikacja[2]
| Pozycja | Nazwisko             | Kraj           |
| ------- | -------------------- | -------------- |
| 1       | Giennadij Korban     | ZSRR           |
| 2       | Jan Dołgowicz        | Polska         |
| 3       | Paweł Pawłow         | Bułgaria       |
| 4       | Leif Andersson       | Szwecja        |
| 5       | Detlef Kühn          | NRD            |
| 6       | Mihály Toma          | Węgry          |
| 7       | Mohamed El-Oulabi    | Syria          |
| 8       | Miroslav Janota      | Czechosłowacja |
| 9       | Jarmo Övermark       | Finlandia      |
| 10      | Fernando San Isidro  | Hiszpania      |
| .       | Aduuchiin Baatarkhüü | Mongolia       |
| .       | Ion Draica           | Rumunia        |

## Zasady
Przyjęto zasadę punktów karnych, gdzie zdobycie sześciu punktów lub więcej eliminowało zawodnika z turnieju. Kolejność miejsc medalowych ustalona została w specjalnej rundzie finałowej, z udziałem trzech zawodników z najmniejszą liczbą takich punktów.
- TPP — Punkty karne razem
- MPP — Punkty karne pojedynku
- TF — Łopatki
- DQ — Dyskwalifikacja za pasywność
- D2 — Dyskwalifikacja obu zawodników za pasywność

## Punktacja
- 0 — Wygrana na łopatki, przewagę techinczną, pasywność, kontuzję
- 0.5 — Wygrana na punkty  (8-11 punktów różnicy)
- 1 — Wygrana na punkty  (1-7 punktów różnicy)
- 2 — Dyskwalifikacja za pasywność, zwycięzca również był pasywny
- 3 — Przegrana na punkty (1-7 punktów różnicy)
- 3.5 — Przegrana na punkty (8-11 punktów różnicy)
- 4 — Przegrana na łopatki, przewagę techiczną, pasywność, kontuzję

## Wyniki[3]

### Pierwsza runda
| TPP | MPP |                      | Score     |                 | MPP | TPP |
| --- | --- | -------------------- | --------- | --------------- | --- | --- |
| 4   | 4   | Fernando San Isidro  | TF / 4:18 | Detlef Kühn     | 0   | 0   |
| 4   | 4   | Aduuchiin Baatarkhüü | TF / 3:48 | Paweł Pawłow    | 0   | 0   |
| 0   | 0   | Giennadij Korban     | DQ / 5:37 | Mihály Toma     | 4   | 4   |
| 1   | 1   | Mohamed El-Oulabi    | 13 - 11   | Miroslav Janota | 3   | 3   |
| 4   | 4   | Jan Dołgowicz        | D2 / 7:06 | Ion Draica      | 4   | 4   |
| 3   | 3   | Jarmo Övermark       | 5 - 8     | Leif Andersson  | 1   | 1   |

### Druga runda
| TPP | MPP |                     | Score     |                      | MPP | TPP |
| --- | --- | ------------------- | --------- | -------------------- | --- | --- |
| 8   | 4   | Fernando San Isidro | D2 / 7:00 | Aduuchiin Baatarkhüü | 4   | 8   |
| 4   | 4   | Detlef Kühn         | DQ / 5:42 | Paweł Pawłow         | 0   | 0   |
| 0   | 0   | Giennadij Korban    | DQ / 7:50 | Mohamed El-Oulabi    | 4   | 5   |
| 4   | 0   | Mihály Toma         | DQ / 7:01 | Miroslav Janota      | 4   | 7   |
| 4   | 0   | Jan Dołgowicz       | TF / 2:17 | Jarmo Övermark       | 4   | 7   |
| 8   | 4   | Ion Draica          | D2 / 7:09 | Leif Andersson       | 4   | 5   |

### Trzecia runda
| TPP | MPP |                   | Score     |                  | MPP | TPP |
| --- | --- | ----------------- | --------- | ---------------- | --- | --- |
| 8   | 4   | Detlef Kühn       | TF / 5:41 | Giennadij Korban | 0   | 0   |
| 0   | 0   | Paweł Pawłow      | DQ / 8:01 | Mihály Toma      | 4   | 8   |
| 9   | 4   | Mohamed El-Oulabi | DQ / 5:34 | Jan Dołgowicz    | 0   | 4   |
| 5   |     | Leif Andersson    |           | Bez walki        |     |     |

### Czwarta runda
| TPP | MPP |                  | Score  |               | MPP | TPP |
| --- | --- | ---------------- | ------ | ------------- | --- | --- |
| 8   | 3   | Leif Andersson   | 3 - 4  | Paweł Pawłow  | 1   | 1   |
| 1   | 1   | Giennadij Korban | 11 - 4 | Jan Dołgowicz | 3   | 7   |

### Runda finałowa
Zaliczone pojedynki z wcześniejszych rund
| TPP | MPP |                  | Score     |                  | MPP | TPP |
| --- | --- | ---------------- | --------- | ---------------- | --- | --- |
|     | 1   | Giennadij Korban | 11 - 4    | Jan Dołgowicz    | 3   |     |
|     | 3   | Paweł Pawłow     | 7 - 13    | Giennadij Korban | 1   | 2   |
| 3   | 0   | Jan Dołgowicz    | TF / 1:28 | Paweł Pawłow     | 4   | 7   |